# 경제특구
경제특구(經濟特區)는 외국 자본 유치 등을 위해 법률적 혜택을 준 지역을 말한다.

## 종류
- 자유무역구역(Free-trade zone (FTZ))
- 세관구역(Export processing zones (EPZ))
- 경제특구 (Free economic zones (FZ/ FEZ))
- 공단(Industrial parks / estates (IE))
- 자유항 (Free ports)
- 보세구역(Bonded logistics parks (BLP))
- 도시산업구역(Urban enterprise zones)

## 중화인민공화국
중화인민공화국의 경제특구(중국어 간체자: 经济特区, 정체자: 經濟特區, 병음: jīngjì tèqǖ)는 1980년대 초, 덩샤오핑 정부에 의해 도입되었다.
- 광둥성 산터우(汕头) - 산터우 경제특구
- 광둥 성 선전(深圳) - 선전 경제특구
- 광둥 성 주하이(珠海) - 주하이 경제특구
- 푸젠성: 샤먼(厦门) - 샤먼 경제특구
- 하이난성 전체

## 대한민국
대한민국은 경제자유구역(Free Economic Zone)이라는 이름으로 인천경제자유구역 등 6군데의 경제특구가 있으며 경제자유구역기획단에서 관련된 업무를 하고 있다.

## 조선민주주의인민공화국
조선민주주의인민공화국은 1991년 12월 라진선봉 경제특구를 설정하였다. 이후에도 중국과 러시아와 맞닿은 접경지역에 다양한 형태의 경제특구를 개발하기 시작하였다.
- 류다섬
- 온성도
- 신의주특별행정구 (폐지)
- 황금평

## 같이 보기
- 자유항
- 경제자유구역기획단